# خبير التجميل

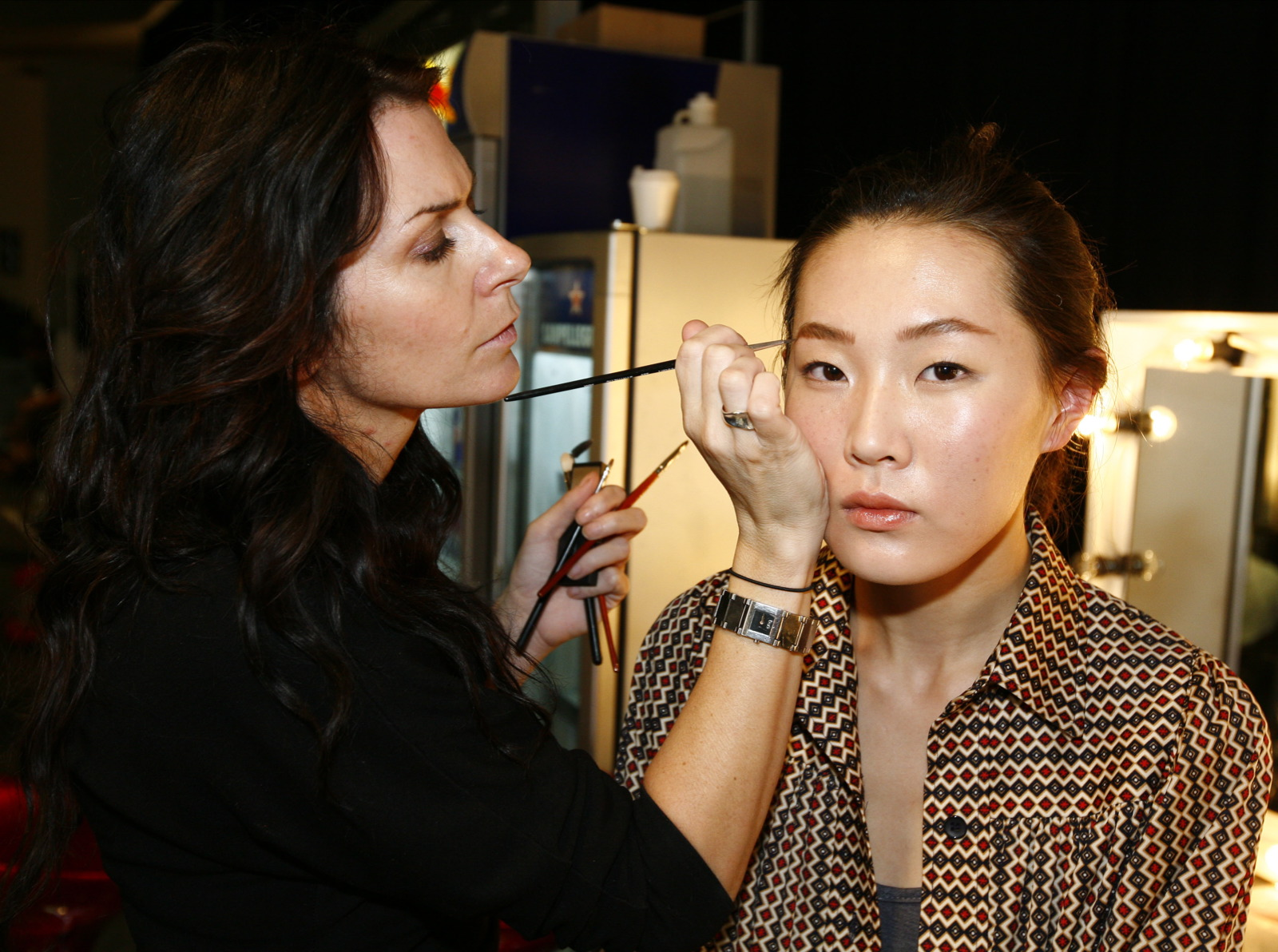
خبيرة تجميل وراء الكواليس في أسبوع الموضة 2007 في ألمانيا

خبيرة التجميل تختص بفنون وضع المكياج، ويمكن أن تكون مهنتها الأساسية أي خبيرة تجميل تعمل في صالون أو لها صالون تجميلي خاص بها أو تعمل مع مجلة أو مع فنان أو تضع مكياجًا للممثلين في الأفلام أو يمكن أن يكون عمل حر كمهنة ثانوية أو هواية مثل الفنانات أو المذيعات والفاشونيستا اللواتي يعشقن المكياج.
حيث إن طرق وضع المكياج تعتبر فنًا من الفنون كالرسم تماما، فهي تعمل على إبراز ملامح الوجه وتعديلها لتبدو أجمل وأوضح.
ويمكن لخبراء التجميل أن يفوزوا في جوائز مثل جائزة الأوسكار لأفضل مكياج وتصفيف شعر وجوائز إيمي وجائزة الغولدن غلوب.